# Unicodeblock Avestisch
Der Unicodeblock Avestisch (Avestan, U+10B00 bis U+10B3F)  enthält die Buchstaben der Avestischen Schrift.

## Tabelle
| Unicodenummer   | Zeichen (400 %) | Kategorie                               | Bidirektionale Klasse              | Offizielle Bezeichnung                    | Beschreibung                            |
| --------------- | --------------- | --------------------------------------- | ---------------------------------- | ----------------------------------------- | --------------------------------------- |
| U+10B00 (68352) | 𐬀               | anderer Buchstabe, Silbe oder Ideogramm | rechts nach links (nicht-arabisch) | AVESTAN LETTER A                          | Avestischer Buchstabe A                 |
| U+10B01 (68353) | 𐬁               | anderer Buchstabe, Silbe oder Ideogramm | rechts nach links (nicht-arabisch) | AVESTAN LETTER AA                         | Avestischer Buchstabe Aa                |
| U+10B02 (68354) | 𐬂               | anderer Buchstabe, Silbe oder Ideogramm | rechts nach links (nicht-arabisch) | AVESTAN LETTER AO                         | Avestischer Buchstabe Ao                |
| U+10B03 (68355) | 𐬃               | anderer Buchstabe, Silbe oder Ideogramm | rechts nach links (nicht-arabisch) | AVESTAN LETTER AAO                        | Avestischer Buchstabe Aao               |
| U+10B04 (68356) | 𐬄               | anderer Buchstabe, Silbe oder Ideogramm | rechts nach links (nicht-arabisch) | AVESTAN LETTER AN                         | Avestischer Buchstabe An                |
| U+10B05 (68357) | 𐬅               | anderer Buchstabe, Silbe oder Ideogramm | rechts nach links (nicht-arabisch) | AVESTAN LETTER AAN                        | Avestischer Buchstabe Aan               |
| U+10B06 (68358) | 𐬆               | anderer Buchstabe, Silbe oder Ideogramm | rechts nach links (nicht-arabisch) | AVESTAN LETTER AE                         | Avestischer Buchstabe Ae                |
| U+10B07 (68359) | 𐬇               | anderer Buchstabe, Silbe oder Ideogramm | rechts nach links (nicht-arabisch) | AVESTAN LETTER AEE                        | Avestischer Buchstabe Aee               |
| U+10B08 (68360) | 𐬈               | anderer Buchstabe, Silbe oder Ideogramm | rechts nach links (nicht-arabisch) | AVESTAN LETTER E                          | Avestischer Buchstabe E                 |
| U+10B09 (68361) | 𐬉               | anderer Buchstabe, Silbe oder Ideogramm | rechts nach links (nicht-arabisch) | AVESTAN LETTER EE                         | Avestischer Buchstabe Ee                |
| U+10B0A (68362) | 𐬊               | anderer Buchstabe, Silbe oder Ideogramm | rechts nach links (nicht-arabisch) | AVESTAN LETTER O                          | Avestischer Buchstabe O                 |
| U+10B0B (68363) | 𐬋               | anderer Buchstabe, Silbe oder Ideogramm | rechts nach links (nicht-arabisch) | AVESTAN LETTER OO                         | Avestischer Buchstabe Oo                |
| U+10B0C (68364) | 𐬌               | anderer Buchstabe, Silbe oder Ideogramm | rechts nach links (nicht-arabisch) | AVESTAN LETTER I                          | Avestischer Buchstabe I                 |
| U+10B0D (68365) | 𐬍               | anderer Buchstabe, Silbe oder Ideogramm | rechts nach links (nicht-arabisch) | AVESTAN LETTER II                         | Avestischer Buchstabe Ii                |
| U+10B0E (68366) | 𐬎               | anderer Buchstabe, Silbe oder Ideogramm | rechts nach links (nicht-arabisch) | AVESTAN LETTER U                          | Avestischer Buchstabe U                 |
| U+10B0F (68367) | 𐬏               | anderer Buchstabe, Silbe oder Ideogramm | rechts nach links (nicht-arabisch) | AVESTAN LETTER UU                         | Avestischer Buchstabe Uu                |
| U+10B10 (68368) | 𐬐               | anderer Buchstabe, Silbe oder Ideogramm | rechts nach links (nicht-arabisch) | AVESTAN LETTER KE                         | Avestischer Buchstabe Ke                |
| U+10B11 (68369) | 𐬑               | anderer Buchstabe, Silbe oder Ideogramm | rechts nach links (nicht-arabisch) | AVESTAN LETTER XE                         | Avestischer Buchstabe Xe                |
| U+10B12 (68370) | 𐬒               | anderer Buchstabe, Silbe oder Ideogramm | rechts nach links (nicht-arabisch) | AVESTAN LETTER XYE                        | Avestischer Buchstabe Xye               |
| U+10B13 (68371) | 𐬓               | anderer Buchstabe, Silbe oder Ideogramm | rechts nach links (nicht-arabisch) | AVESTAN LETTER XVE                        | Avestischer Buchstabe Xve               |
| U+10B14 (68372) | 𐬔               | anderer Buchstabe, Silbe oder Ideogramm | rechts nach links (nicht-arabisch) | AVESTAN LETTER GE                         | Avestischer Buchstabe Ge                |
| U+10B15 (68373) | 𐬕               | anderer Buchstabe, Silbe oder Ideogramm | rechts nach links (nicht-arabisch) | AVESTAN LETTER GGE                        | Avestischer Buchstabe Gge               |
| U+10B16 (68374) | 𐬖               | anderer Buchstabe, Silbe oder Ideogramm | rechts nach links (nicht-arabisch) | AVESTAN LETTER GHE                        | Avestischer Buchstabe Ghe               |
| U+10B17 (68375) | 𐬗               | anderer Buchstabe, Silbe oder Ideogramm | rechts nach links (nicht-arabisch) | AVESTAN LETTER CE                         | Avestischer Buchstabe Ce                |
| U+10B18 (68376) | 𐬘               | anderer Buchstabe, Silbe oder Ideogramm | rechts nach links (nicht-arabisch) | AVESTAN LETTER JE                         | Avestischer Buchstabe Je                |
| U+10B19 (68377) | 𐬙               | anderer Buchstabe, Silbe oder Ideogramm | rechts nach links (nicht-arabisch) | AVESTAN LETTER TE                         | Avestischer Buchstabe Te                |
| U+10B1A (68378) | 𐬚               | anderer Buchstabe, Silbe oder Ideogramm | rechts nach links (nicht-arabisch) | AVESTAN LETTER THE                        | Avestischer Buchstabe The               |
| U+10B1B (68379) | 𐬛               | anderer Buchstabe, Silbe oder Ideogramm | rechts nach links (nicht-arabisch) | AVESTAN LETTER DE                         | Avestischer Buchstabe De                |
| U+10B1C (68380) | 𐬜               | anderer Buchstabe, Silbe oder Ideogramm | rechts nach links (nicht-arabisch) | AVESTAN LETTER DHE                        | Avestischer Buchstabe Dhe               |
| U+10B1D (68381) | 𐬝               | anderer Buchstabe, Silbe oder Ideogramm | rechts nach links (nicht-arabisch) | AVESTAN LETTER TTE                        | Avestischer Buchstabe Tte               |
| U+10B1E (68382) | 𐬞               | anderer Buchstabe, Silbe oder Ideogramm | rechts nach links (nicht-arabisch) | AVESTAN LETTER PE                         | Avestischer Buchstabe Pe                |
| U+10B1F (68383) | 𐬟               | anderer Buchstabe, Silbe oder Ideogramm | rechts nach links (nicht-arabisch) | AVESTAN LETTER FE                         | Avestischer Buchstabe Fe                |
| U+10B20 (68384) | 𐬠               | anderer Buchstabe, Silbe oder Ideogramm | rechts nach links (nicht-arabisch) | AVESTAN LETTER BE                         | Avestischer Buchstabe Be                |
| U+10B21 (68385) | 𐬡               | anderer Buchstabe, Silbe oder Ideogramm | rechts nach links (nicht-arabisch) | AVESTAN LETTER BHE                        | Avestischer Buchstabe Bhe               |
| U+10B22 (68386) | 𐬢               | anderer Buchstabe, Silbe oder Ideogramm | rechts nach links (nicht-arabisch) | AVESTAN LETTER NGE                        | Avestischer Buchstabe Nge               |
| U+10B23 (68387) | 𐬣               | anderer Buchstabe, Silbe oder Ideogramm | rechts nach links (nicht-arabisch) | AVESTAN LETTER NGYE                       | Avestischer Buchstabe Ngye              |
| U+10B24 (68388) | 𐬤               | anderer Buchstabe, Silbe oder Ideogramm | rechts nach links (nicht-arabisch) | AVESTAN LETTER NGVE                       | Avestischer Buchstabe Ngve              |
| U+10B25 (68389) | 𐬥               | anderer Buchstabe, Silbe oder Ideogramm | rechts nach links (nicht-arabisch) | AVESTAN LETTER NE                         | Avestischer Buchstabe Ne                |
| U+10B26 (68390) | 𐬦               | anderer Buchstabe, Silbe oder Ideogramm | rechts nach links (nicht-arabisch) | AVESTAN LETTER NYE                        | Avestischer Buchstabe Nye               |
| U+10B27 (68391) | 𐬧               | anderer Buchstabe, Silbe oder Ideogramm | rechts nach links (nicht-arabisch) | AVESTAN LETTER NNE                        | Avestischer Buchstabe Nne               |
| U+10B28 (68392) | 𐬨               | anderer Buchstabe, Silbe oder Ideogramm | rechts nach links (nicht-arabisch) | AVESTAN LETTER ME                         | Avestischer Buchstabe Me                |
| U+10B29 (68393) | 𐬩               | anderer Buchstabe, Silbe oder Ideogramm | rechts nach links (nicht-arabisch) | AVESTAN LETTER HME                        | Avestischer Buchstabe Hme               |
| U+10B2A (68394) | 𐬪               | anderer Buchstabe, Silbe oder Ideogramm | rechts nach links (nicht-arabisch) | AVESTAN LETTER YYE                        | Avestischer Buchstabe Yye               |
| U+10B2B (68395) | 𐬫               | anderer Buchstabe, Silbe oder Ideogramm | rechts nach links (nicht-arabisch) | AVESTAN LETTER YE                         | Avestischer Buchstabe Ye                |
| U+10B2C (68396) | 𐬬               | anderer Buchstabe, Silbe oder Ideogramm | rechts nach links (nicht-arabisch) | AVESTAN LETTER VE                         | Avestischer Buchstabe Ve                |
| U+10B2D (68397) | 𐬭               | anderer Buchstabe, Silbe oder Ideogramm | rechts nach links (nicht-arabisch) | AVESTAN LETTER RE                         | Avestischer Buchstabe Re                |
| U+10B2E (68398) | 𐬮               | anderer Buchstabe, Silbe oder Ideogramm | rechts nach links (nicht-arabisch) | AVESTAN LETTER LE                         | Avestischer Buchstabe Le                |
| U+10B2F (68399) | 𐬯               | anderer Buchstabe, Silbe oder Ideogramm | rechts nach links (nicht-arabisch) | AVESTAN LETTER SE                         | Avestischer Buchstabe Se                |
| U+10B30 (68400) | 𐬰               | anderer Buchstabe, Silbe oder Ideogramm | rechts nach links (nicht-arabisch) | AVESTAN LETTER ZE                         | Avestischer Buchstabe Ze                |
| U+10B31 (68401) | 𐬱               | anderer Buchstabe, Silbe oder Ideogramm | rechts nach links (nicht-arabisch) | AVESTAN LETTER SHE                        | Avestischer Buchstabe She               |
| U+10B32 (68402) | 𐬲               | anderer Buchstabe, Silbe oder Ideogramm | rechts nach links (nicht-arabisch) | AVESTAN LETTER ZHE                        | Avestischer Buchstabe Zhe               |
| U+10B33 (68403) | 𐬳               | anderer Buchstabe, Silbe oder Ideogramm | rechts nach links (nicht-arabisch) | AVESTAN LETTER SHYE                       | Avestischer Buchstabe Shye              |
| U+10B34 (68404) | 𐬴               | anderer Buchstabe, Silbe oder Ideogramm | rechts nach links (nicht-arabisch) | AVESTAN LETTER SSHE                       | Avestischer Buchstabe Sshe              |
| U+10B35 (68405) | 𐬵               | anderer Buchstabe, Silbe oder Ideogramm | rechts nach links (nicht-arabisch) | AVESTAN LETTER HE                         | Avestischer Buchstabe He                |
| U+10B39 (68409) | 𐬹               | andere Interpunktion                    | anderes neutrales Zeichen          | AVESTAN ABBREVIATION MARK                 | Avestisches Abkürzungszeichen           |
| U+10B3A (68410) | 𐬺               | andere Interpunktion                    | anderes neutrales Zeichen          | TINY TWO DOTS OVER ONE DOT PUNCTUATION    | Avestischer Doppelpunkt                 |
| U+10B3B (68411) | 𐬻               | andere Interpunktion                    | anderes neutrales Zeichen          | SMALL TWO DOTS OVER ONE DOT PUNCTUATION   | Avestisches Semikolon                   |
| U+10B3C (68412) | 𐬼               | andere Interpunktion                    | anderes neutrales Zeichen          | LARGE TWO DOTS OVER ONE DOT PUNCTUATION   | Avestischer Satztrenner                 |
| U+10B3D (68413) | 𐬽               | andere Interpunktion                    | anderes neutrales Zeichen          | LARGE ONE DOT OVER TWO DOTS PUNCTUATION   | Avestischer gedrehter Satztrenner       |
| U+10B3E (68414) | 𐬾               | andere Interpunktion                    | anderes neutrales Zeichen          | LARGE TWO RINGS OVER ONE RING PUNCTUATION | Avestischer Abschnittstrenner           |
| U+10B3F (68415) | 𐬿               | andere Interpunktion                    | anderes neutrales Zeichen          | LARGE ONE RING OVER TWO RINGS PUNCTUATION | Avestischer gedrehter Abschnittstrenner |